# San Carlos (ort i Colombia, Antioquia, lat 6,19, long -74,99)
San Carlos är en ort i Colombia.   Den ligger i departementet Antioquía, i den centrala delen av landet, 200 km nordväst om huvudstaden Bogotá. San Carlos ligger 989 meter över havet och antalet invånare är 7 742.
Terrängen runt San Carlos är huvudsakligen kuperad, men västerut är den bergig. San Carlos ligger nere i en dal. Runt San Carlos är det ganska glesbefolkat, med 35 invånare per kvadratkilometer. San Carlos är det största samhället i trakten. I omgivningarna runt San Carlos växer i huvudsak städsegrön lövskog.